# 巴西天馬航空3054號班機空難
巴西天馬航空3054號班機（TAM3054/JJ3054）是一班隸屬於巴西天馬航空（TAM Airlines，又譯巴西塔姆航空）、從巴西阿雷格里港的小萨尔加多国际机场（Aeroporto Internacional Salgado Filho，POA/SBPA）飛往聖保羅孔戈尼亞斯國際機場（Aeroporto Internacional de Congonhas，CGH/SBSP）的定期航班。2007年7月17日當地傍晚時分，一架負責飛行此航班、機身編號PR-MBK的空中巴士A320-233客機在大雨中欲降落於孔戈尼亞斯國際機場時，因飛行員面對飛機只有一個反推器，以及跑道狀況惡劣的巨大壓力下誤設（同時沒察覺）油門位置，導致引擎一邊全力反推，另一邊卻在持續加速（沒有警告能通知機師油門位置錯誤），再加上速度過快、跑道沒有溝槽而積水，地面濕滑煞停不及，與機場跑道太短等不利因素，雖然飛行員試圖重飛，但最後飛機仍失控衝出跑道末端，飞越一條尖峰時間中的八線道高速公路之後，高速撞入巴西天馬航空在加油站附近的办公大樓并且爆炸。機上有187名人員（包含181位乘客，6位機組人員）與12名地面人員共199人在事故中喪生。
這是巴西一年內發生的第二次嚴重空難，2006年9月29日，一架戈爾航空（Gol Air）的波音737-800型客機（戈爾航空1907號班機）於亞馬遜森林上空與一架私人飛機相撞後墜毀，全機154人罹難，亦是直至今次空難為止之前，巴西歷來最慘烈的空難。這次意外亦是空中客车A320系列死伤人数最多的空难，直到2015年科加雷姆航空9268號班機空難发生。
事后，巴西空军航空事故调查和预防中心着手调查此次空难。事故最终报告于2009年9月发布，指出飞行员失误是造成航空事故的主要原因。

## 機型與機組人員

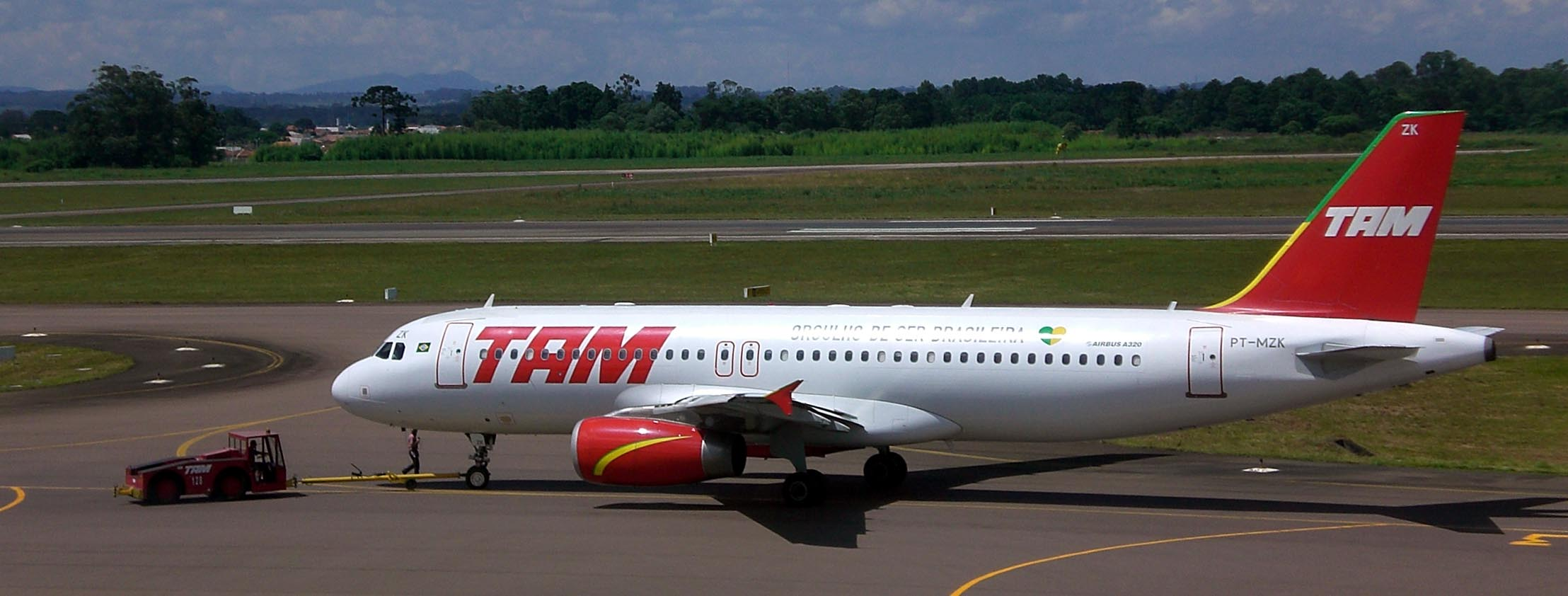
与涉事航机相似的天马航空空中巴士A320。

失事的客機是一架空中巴士A320客機，註冊編號為PR-MBK，製造序號是789。 由兩具國際航空發動機的IAE V2527E-A5發動機驅動。根據Flight International資料顯示，出事客機是屬於Pegasus Aviation租賃公司所有，於1998年2月出廠並於同年3月於TACA秘魯航空服役，2003年11月轉往越南太平洋航空服務。2007年1月，這客機轉租給今次出事的航空公司天馬航空。直至2007年4月20日，該客機共飛行20,379小時以及9,313次飛行任務。
3054號班機是由富有經驗的機組人員來執行，其中包括53歲機長Henrique Stefanini Di Sacco 以及54歲副機師 Kleyber Lima。兩位都有近30年飛行經驗，機長擁有近13,700飛行時數，而副機師有近14,800飛行時數。

## 事故經過

巴西天马航空3054号班机航线

該航班在當地時間下午5時16分（20:16UTC）離開阿雷格里港的小萨尔加多国际机场，飛往聖保羅孔戈尼亞斯國際機場，預計於35L跑道降落。官方調查研究監視影片時發現在雨中飛機正常降落後卻未能如常減速，在跑道末端向左偏離時速度仍高達90節（約170公里/小時）。 由於跑道地勢比周圍地區高，飛機衝出跑道後越過了旁邊的Washington Luís大道，撞進了TAM Express的一棟四層大樓並引發大火。該大樓內有辦公室與倉庫，旁邊就是一座殼牌石油的加油站。機上187人全部喪生。
跑道最近重新鋪面，但仍沒有切出導水槽以減少水漂的危險。
巴西當局發布的飛行數據記錄器（FDR）判讀資料顯示，在著陸之前，兩個推力桿均處於 CL（「爬升」）位置，引擎出力由飛行電腦自動控制。 著陸前兩秒，飛行電腦發出聲音警告「減速，減速」，建議飛行員將推力減至怠速位。這將解除自動油門而由推力桿直接控制引擎出力。
著陸時，擾流板控制桿處於「ARMED」位。根據A320飛控系統的設計，如欲使擾流板在接地時自動張開，不僅擾流板控制桿必須處於「ARMED」位，且兩個推力桿必須處於或接近怠速位。 FDR 記錄顯示，警告發出後，飛行電腦立即記錄到左推力桿被拉到最後位置而啟動左引擎的推力反向器，而右推力桿（控制推力反向器故障的右引擎） 仍保持在CL 位置。 CENIPA 提出的一種假設是飛行員可能沒有注意到右引擎仍處於 CL位－－因為空中巴士的自動油門控制系統與其他飛機製造商不同，當自動系統更改引擎設定時，並不會自動移動控制桿。因此，飛行員可能誤以為右引擎處於怠速，卻沒有注意到根據空中巴士的飛控系統設計，如一個或多個推力桿被拉至怠速位置時即會解除推力自動控制。 因此，當飛行員將左發動機推力桿拉至怠速時，就解除了自動推力控制，且電腦系統並不會將右引擎減至怠速。而因為右推力桿的位置高於自動張開擾流板的條件，事發 A320 飛機的的擾流板在落地滑行時並未張開。由於當時右引擎推力桿仍處於「爬升」位置，結果右引擎提升至爬升時所需動力，但同時左引擎卻啟動推力反向裝置。由此造成推力不對稱導致失控與事故發生。從推力桿位置錯誤到衝出跑道失控，僅有16秒時間，到飛機撞毀也僅有26秒。
聖保羅市醫療檢驗部辦公室，在其中157具屍體中找出了證據，並認為該些屍體中，部分不是乘客或機員。聖保羅州州長若瑟·席拉（José Serra）說：「機內溫度高達攝氏1,000度，找到生還者的機會是零。」

### 時序

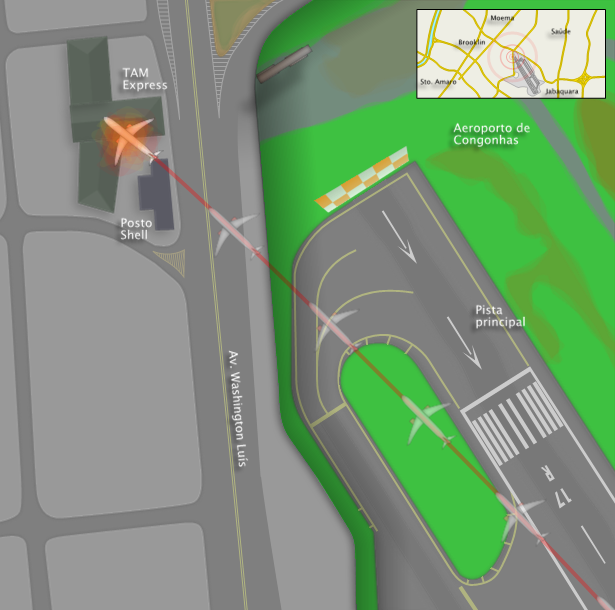
飛機撞上建築物前的滑行軌跡示意圖

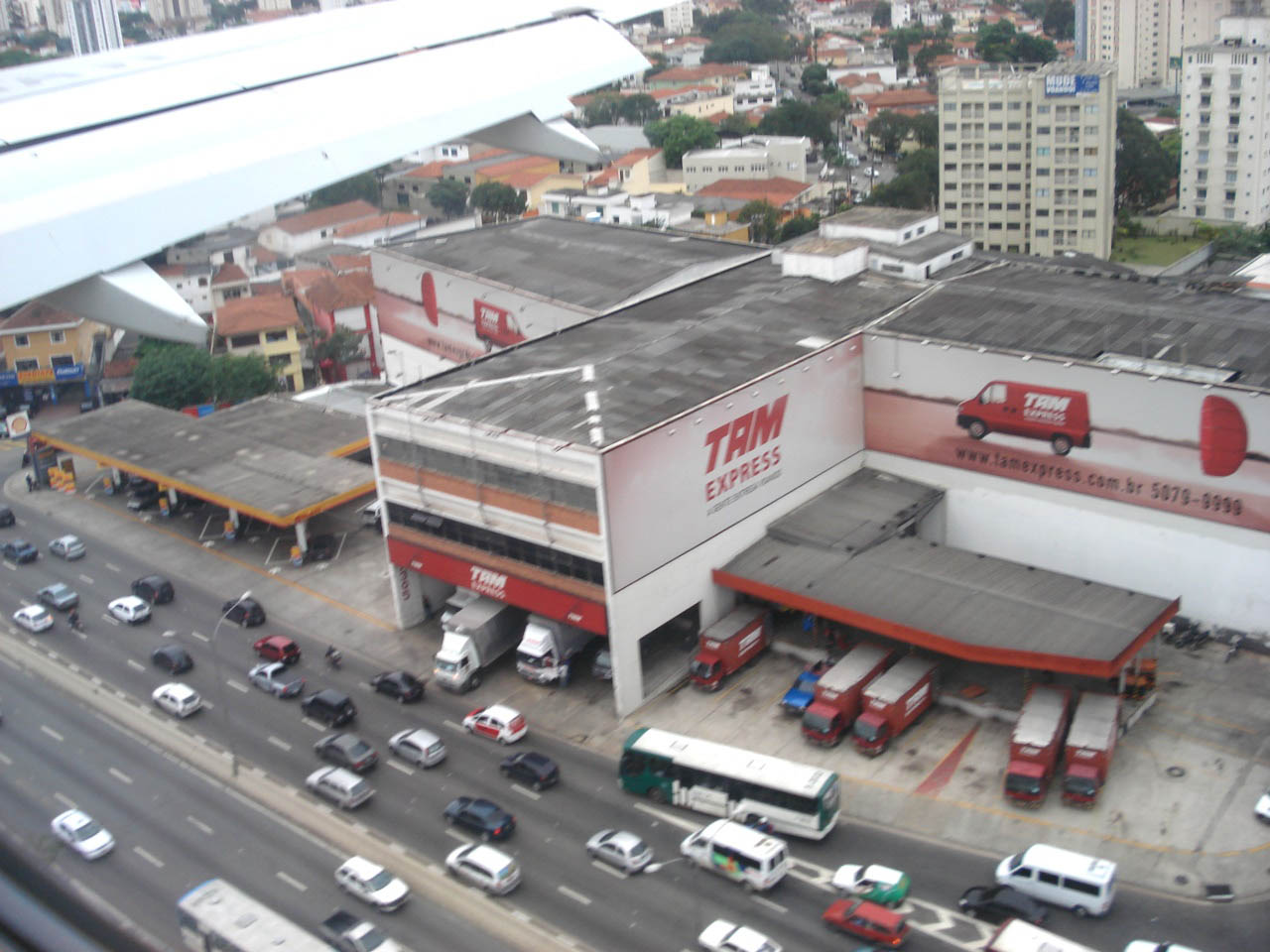
天马航空物流仓库大楼于坠机前的照片

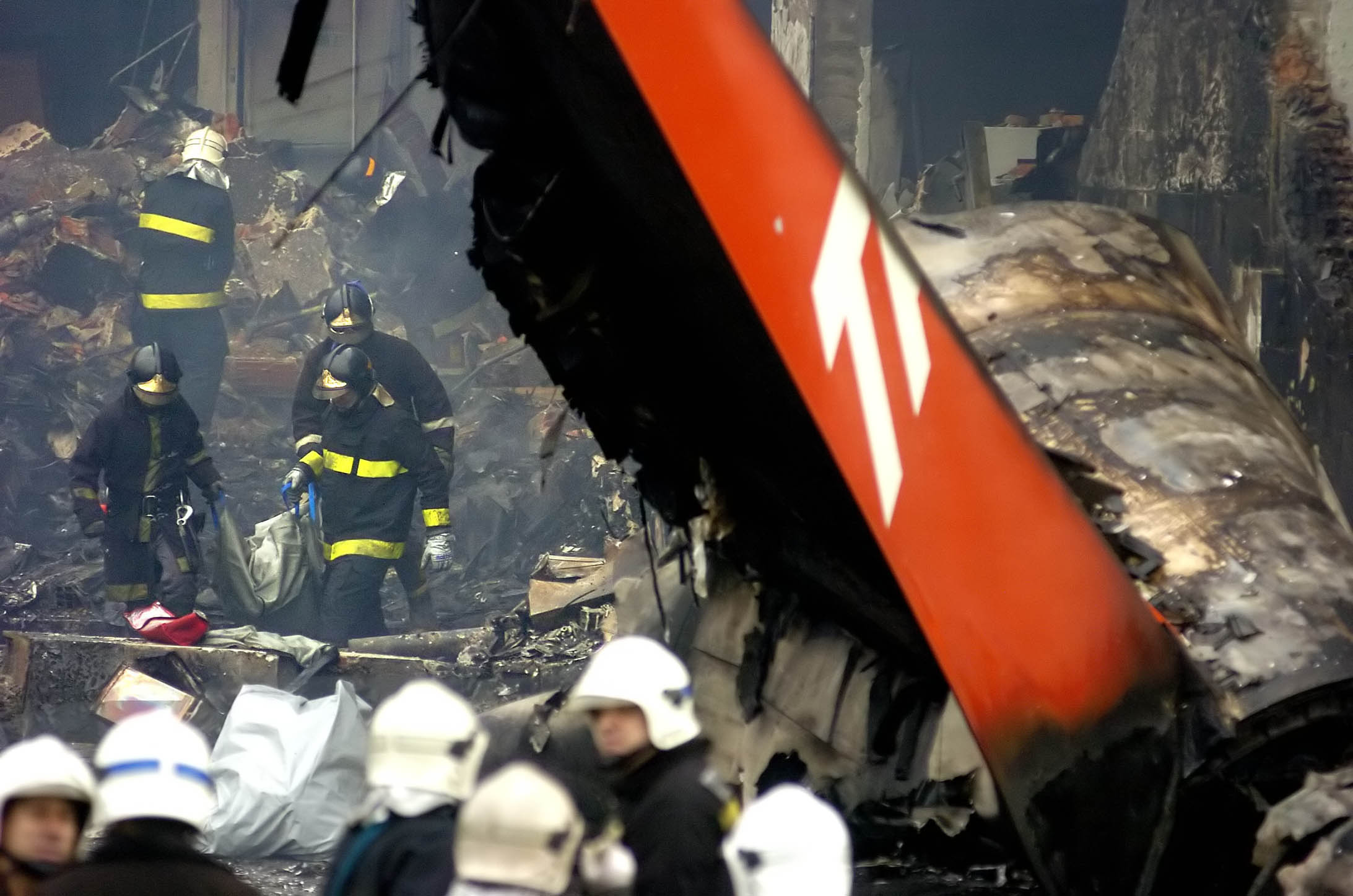
坠机后3054号班机的残骸

來源：
| 時間     | 時間                 | 事件                                 |
| UTC      | 當地時間 (UTC−03:00) | 事件                                 |
| -------- | -------------------- | ------------------------------------ |
| 20:19    | 17:19                | 3054號航班離開小萨尔加多国际机场     |
| 21:20    | 18:20                | 航班開始孔戈尼亞斯國際機場的進場程序 |
| 21:43    | 18:43                | 飛行員開始降落檢查表                 |
| 21:47    | 18:47                | 跑道35L已淨空供 3054號航班降落       |
| 21:48:24 | 18:48:24             | 推力桿位置設置錯誤                   |
| 21:48:26 | 18:48:26             | 飛機接觸跑道                         |
| 21:48:30 | 18:48:30             | 飛機開始向左轉                       |
| 21:48:40 | 18:48:40             | 飛機衝出跑道                         |
| 21:48:50 | 18:48:50             | 飛機撞進TAM Express的大樓            |

## 事故调查
機場35L跑道不足2000公尺，對較大飛機來說算很短，又位於山坡有高低差，周圍爲聖保羅市中心，充滿道路及各式建築，飛機降落如同在航空母艦上，幾乎不容許出任何一絲差錯。35L也有過幾次飛機險些衝出跑道的事故，事發前一天亦有一架飛機因為雨天在跑道終點打滑，幸也未衝出跑道釀成事故。事發前雖然跑道有重新鋪設，但尚未建置防止積水的溝槽。事故後雖然有補建溝槽，也開始定期檢修，但部分飛行員認為雨天降落在35L跑道的危險性仍在。而事故发生时跑道狀況極差，加上機場為雨天气候，飛機只开启了一個推力反向器，可能使機師過於緊張，反而增加犯錯機率。
報告指出客機右邊用於著陸時減速的推力反向器被阻塞(在案發4天前拆除以進行定期維修)，使得飞机完全靠扰流板减速。但是天馬航空在聲明中指有關推力反向器的錯誤「沒有危害著陸過程」。在同一份聲明中天馬航空亦指「7月16日（事發前一日）沒有任何機件故障記錄」。不過，有報告該客機在此次事故的一日前於同一跑道上已出現減速的困難。

## 著名乘客
是次意外中喪生的著名乘客有：
- 儒利歐·雷戴克（英语：Júlio Redecker）（51歲）：反對黨領袖及眾議院巴西社會民主黨（Partido da Social Democracia Brasileira）成員。[16][17][18]
- 保羅·羅熱里奧·阿莫雷提·索沙（Paulo Rogério Amoretty Souza，60歲）：国际体育俱乐部（巴西國際）足球隊前主席及的發言人。[19]

## 類似事故
- 加拿大航空189號班機-飛機於多倫多皮尔逊国际机场起飛時因機件故障及人為失誤，衝進一條河溝內，機身折斷，兩名乘客死亡。
- 法国航空358号班机-飞机因恶劣天气及机组人员未及时开启推力反向器，在多倫多皮尔逊国际机场降落时冲出跑道，衝進加拿大航空189號班機所跌入的同一條河溝內造成43人受伤。
- 美国航空1420号班机-机员在恶劣天气下疑因心理压力，降落时未有启动扰流板导致飞机冲出跑道撞毁。含机长共11人死亡。
- 中華航空605號班機-飛機於颱風吹襲香港期間，因人為失誤導致飛機無法及時啟動推力反向器煞停飛機，結果全機衝出跑道掉入海中，23人受傷。
- 西南航空1248號班機-飛機於積雪跑道降落後，未有即時啟動推力反向器，結果一直衝出跑道末頭，與公路上一架汽車碰撞，結果造成車上一名小童死亡。

## 調查報告
空難發生後16個月，即2008年11月，有關當局發表了一份2,500頁的報告，詳細指出肇事機長、飛機生產商空中巴士、天馬航空及機場均需為空難負責。報告指出，機長忘記把推力反向器损坏的右引擎推進桿拉回，使得右引擎由著陸至撞擊都是保持全速狀態，导致两个发动机向相反的方向推进使飞机失控。民航處在空難發生當晚，在滂沱大雨下仍不關閉聖保羅機場，屬於失職。而機場方面在跑道附近進行工程，卻沒有做好排水，也需承擔責任。
巴西政府亦表示，將會起訴相關人士，當中包括前國家民航處處長。

## 參考

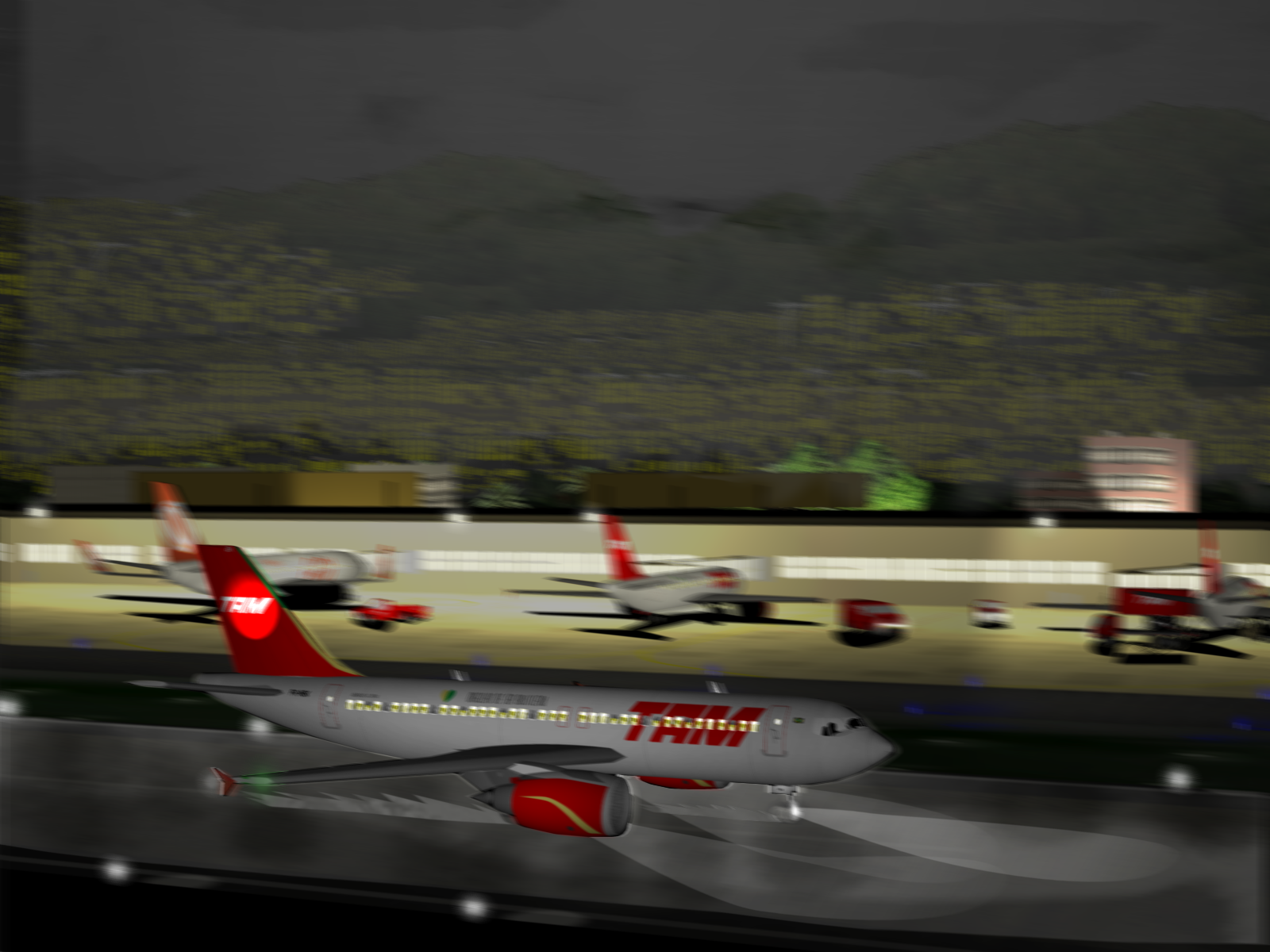
天馬航空3504號班機想像圖

## 外部連結
- 該飛機在Airliners.net的圖片 （页面存档备份，存于）
- 該飛機在JetPhotos.net的圖片  （页面存档备份，存于）
- 乘客名單
- 意外網頁 （页面存档备份，存于）
- In pictures: BBC （页面存档备份，存于）

23°37′11″S 46°39′44″W / 23.61972°S 46.66222°W